# Дальвиг, Карл Фридрих фон
Карл Фридрих фон Дальвиг (19 декабря 1802, Дармштадт — 28 сентября 1880) — германский государственный деятель, министр и впоследствии премьер-министр великого герцогства Гессен-Дармштадтского.
Родился в семье бургомистра Дармштадта. Получил юридическое образование, завершив его в 1828 году со степенью доктора права. С 1842 года был членом совета в Вормсе. С 1845 года возглавлял провинцию Рейнгессен, в 1850 году был назначен представителем в бундестаг Германского союза, но в июле того же года принял предложение великого герцога Людвига III занять пост сначала министра внутренних дел герцогства, а затем — министра иностранных дел. В 1852 году был назначен председателем совета министров.
За период двадцатилетнего пребывания на посту премьер-министра получил репутацию консерватора, реакционера и противника либерализма; в церковных делах при нём на долгое время получило перевес ортодоксально-реакционное направление; им также был отменён либеральный закон о выборах 1849 года. Более соответствовали потребностям времени некоторые из его реформ, касавшиеся материальных интересов государства, а также улучшения положения чиновников и упрощения судебного процесса. Во внешней политике был противником малогерманского пути, поэтому после начала Австро-прусской войны 1866 года, вопреки желанию народного представительства, решительно стал на сторону Австрии. По окончании войны, закончившейся победой Пруссии, его политическая карьера была фактически окончена: Дальвиг продолжал относиться недоверчиво к Пруссии, получил репутацию «партикуляриста» и в апреле 1871 года вышел в отставку, когда политика Отто фон Бисмарка увенчалась основанием Германской империи. Был дважды женат (первым браком сочетался в 1839 году, после смерти супруги в 1862 году вновь женился), во втором браке имел троих детей.